# 잭 러츠
재커리 크레이그 루츠(Zachary Craig Lutz, 1986년 6월 3일 ~ )는 전 메이저 리그 마이애미 말린스의 선수이다.

## 선수 경력

### 메이저 리그경력
2007년 신인 드래프트 5라운드에서 뉴욕 메츠에 지명됐다. 메이저 리그에는 2012시즌에 데뷔했다. 2013년까지 메이저 리그 22경기에 출장했다. 하지만 메이저 리그에서는 2013년 트리플A에서 111경기에 출장했고 13홈런, 80타점을 올렸다. .293/.377/.479/.856이었다. 일본 진출에 앞선 2014년 마이너리그 트리플A 기록도 59경기에서 7홈런, 37타점이었다. .291/.386/.449/.836을 보였다.

### 일본 프로 야구경력
2014년 6월 16일에 도호쿠 라쿠텐 골든이글스에 입단하였고, 6월 21일 한신 타이거스전(한신 고시엔 구장)에 출전하여 상대 투수 랜디 메신저를 상대로 3타수 1안타 1타점을 기록했다.
다음날인 6월 22일에는 상대 투수 노미 아쓰시를 상대로 일본에서의 첫 홈런이자 투런 홈런을 날리기도 했다. 7월 21일 사이타마 세이부 라이온스전(세이부 돔)에서는 첫 도루를 기록하였다. 이후의 경기에서 타격도 좋고 수비도 뛰어났지만, 갑작스런 부상으로 전력에서 이탈하는 바람에 15경기에 출장하는데 그쳤다. 51타수 16안타 5홈런 18타점으로 성적은 좋았다. .314/.379/.667/1.046이었다. 시즌이 끝나고 재계약에 대해 구단에서 보류하다가 2015년 1월 5일 방출되었다.

### KBO 리그경력
라쿠텐에서 방출 통보를 받고 9일 뒤인 2015년 1월 14일 두산 베어스와 1년 연봉 55만 달러의 계약을 하고 입단하였다. 
시범경기때 나쁘지 않은 모습을 보여주면서 많은 기대를 받았다. 
하지만 8경기에서 타율 0.111, 1홈런, 3타점으로 부진했고, 게다가 고질적인 허리 부상으로 엔트리에 계속 제외되는 등 악재가 겹치면서 결국 5월 4일 웨이버 공시로 방출되며 2015년 외국인선수 1호 퇴출 선수가 되었다. 그 후 두산 베어스는 그의 대체 선수로 도미니카 공화국 출신의 데이빈슨 로메로를 영입하였다.